# Джуринська сільська територіальна громада
Джуринська сільська територіальна громада — територіальна громада в Україні, у Жмеринському районі Вінницької області. Адміністративний центр — село Джурин.

Кількість рад, що об'єдналися: 8
Площа об'єднаної територіальної громади: 336.57 км 2
Чисельність населення громади: 12985
Сільське населення: 12985

## Населені пункти
У складі громади 16 сіл: Аристівка, Вербівка, Володимирка, Голинчинці, Деребчин, Джурин, Зведенівка, Калитинка, Мала Деребчинка, Нові Хоменки, Покутине, Садківці, Сапіжанка, Семенівка, Синьожупанники, Хоменки.